# García (Messico)
García è un comune del Messico, situato nello stato di Nuevo León, il cui capoluogo è la località omonima. All'interno del territorio comunale, sulla Sierra del Fraile, sono ubicate le grotte di García, popolare meta turistica.